# 국도 제3호선 (캄보디아)

캄보디아 국도 3호선의 실제 마크

국도 제3호선(National Highway 3, 10003)은 프놈펜과 비알렌을 이어주는 캄보디아의 일반 국도로, 총 연장은 약 202 km이다. 그러나 해당 도로는 2008년에 대폭적으로 뜯어고쳤으며, 중화인민공화국의 쿤밍시에서 태국의 방콕까지 이르는 남북 경제 회랑(North-South economic corridor)의 일부 구간으로 구성되어 있다.